# Кашаса
Кашаса (на португалски: cachaça) е силна алкохолна напитка, получена при дестилация на екстракт от захарна тръстика. Тя е от 38- до 48-градусова и е най-разпространената алкохолна напитка в Бразилия, известна още под името агуарденте, пинга, канина и много други имена. Съхранява се в големи дървени бъчви.
Кашаса бива няколко различни вида. Най-скъпата е подобна на хубаво уиски или коняк, а по цвят наподобява на чай с лимон. Продава се в стандартни стъклени бутилки и се използва за направа на коктейли. Основна съставка е на бразилския национален коктейл кайпириня.